# Реголиција (Катанцаро)
Реголиција је насеље у Италији у округу Катанцаро, региону Калабрија.
Према процени из 2011. у насељу је живело 64 становника. Насеље се налази на надморској висини од 248 м.